# Сальєн
Сальє́н (кат. Sallent) - муніципалітет, розташований в Автономній області Каталонія, в Іспанії. Код муніципалітету за номенклатурою Інституту статистики Каталонії - 81918. Знаходиться у районі (кумарці) Бажас (коди району - 07 та BG) провінції Барселона, згідно з новою адміністративною реформою перебуватиме у складі Баґарії (округи) Центральна Каталонія. 

## Населення
Населення міста (у 2007 р.) становить 7.083 особи (з них менше 14 років - 12,4%, від 15 до 64 - 64,2%, понад 65 років - 23,4%). У 2006 р. народжуваність склала 72 особи, смертність - 94 особи, зареєстровано 23 шлюби. У 2001 р. активне населення становило 3.148 осіб, з них безробітних - 322 особи.

Серед осіб, які проживали на території міста у 2001 р., 5.209 народилися в Каталонії (з них 4.541 особа у тому самому районі, або кумарці), 1.636 осіб приїхало з інших областей Іспанії, а 159 осіб приїхало з-за кордону. 

Університетську освіту має 8,4% усього населення. 

У 2001 р. нараховувалося 2.552 домогосподарства (з них 19,7% складалися з однієї особи, 27,4% з двох осіб,25,7% з 3 осіб, 19,1% з 4 осіб, 5,7% з 5 осіб, 1,5% з 6 осіб, 0,5% з 7 осіб, 0,1% з 8 осіб і 0,2% з 9 і більше осіб).

Активне населення міста у 2001 р. працювало у таких сферах діяльності : у сільському господарстві - 1,6%, у промисловості - 42,8%, на будівництві - 10,2% і у сфері обслуговування - 45,5%. 

 У муніципалітеті або у власному районі (кумарці) працює 2.732 особи, поза районом - 1.350 осіб.

### Доходи населення
У 2002 р. доходи населення розподілялися таким чином :
| \| Доходи населення за статтями доходів \| Доходи населення за статтями доходів \| Доходи населення за статтями доходів \| \| Рік \| 2002 р. \| 2001 р. \| \| ------------------------------------ \| ------------------------------------ \| ------------------------------------ \| \| Заробітна платня \| 56,1% \| 56,8% \| \| Доходи від ведення бізнесу \| 16,7% \| 18,2% \| \| Соціальна допомога \| 27,1% \| 25% \| |         |         |
| Доходи населення за статтями доходів |         |         |
| Рік | 2002 р. | 2001 р. |
| Заробітна платня | 56,1%   | 56,8%   |
| Доходи від ведення бізнесу | 16,7%   | 18,2%   |
| Соціальна допомога | 27,1%   | 25%     |

### Безробіття
У 2007 р. нараховувалося 250 безробітних (у 2006 р. - 299 безробітних), з них чоловіки становили 29,2%, а жінки - 70,8%.

## Економіка
У 1996 р. валовий внутрішній продукт розподілявся по сферах діяльності таким чином :
| \| Валовий внутрішній продукт \| Валовий внутрішній продукт \| Валовий внутрішній продукт \| \| Рік \| 1996 р. \| 1991 р. \| \| -------------------------- \| -------------------------- \| -------------------------- \| \| Сільське господарство \| 4,3% \| 2,7% \| \| Промисловість \| 49,8% \| 61,1% \| \| Будівництво \| 4,8% \| 5% \| \| Послуги \| 41% \| 31,2% \| |         |         |
| Валовий внутрішній продукт |         |         |
| Рік | 1996 р. | 1991 р. |
| Сільське господарство | 4,3%    | 2,7%    |
| Промисловість | 49,8%   | 61,1%   |
| Будівництво | 4,8%    | 5%      |
| Послуги | 41%     | 31,2%   |

### Підприємства міста

#### Промислові підприємства
| \| Промислові підприємства міста, за сферою діяльності \| Промислові підприємства міста, за сферою діяльності \| Промислові підприємства міста, за сферою діяльності \| \| Рік \| 2002 р. \| 2001 р. \| \| --------------------------------------------------- \| --------------------------------------------------- \| --------------------------------------------------- \| \| Енергетичні та водні ресурси \| 9,9% \| 10,6% \| \| Хімія та метали \| 7,4% \| 8,2% \| \| Переробка металів \| 39,5% \| 38,8% \| \| Продукти харчування \| 3,7% \| 3,5% \| \| Текстиль \| 19,8% \| 21,2% \| \| Виробництво меблів, видання \| 18,5% \| 16,5% \| \| Інше \| 1,2% \| 1,2% \| \| Усього підприємств \| 81 \| 85 \| |         |         |
| Промислові підприємства міста, за сферою діяльності |         |         |
| Рік | 2002 р. | 2001 р. |
| Енергетичні та водні ресурси | 9,9%    | 10,6%   |
| Хімія та метали | 7,4%    | 8,2%    |
| Переробка металів | 39,5%   | 38,8%   |
| Продукти харчування | 3,7%    | 3,5%    |
| Текстиль | 19,8%   | 21,2%   |
| Виробництво меблів, видання | 18,5%   | 16,5%   |
| Інше | 1,2%    | 1,2%    |
| Усього підприємств | 81      | 85      |

#### Роздрібна торгівля
| \| Підприємства роздрібної торгівлі міста, за сферою діяльності \| Підприємства роздрібної торгівлі міста, за сферою діяльності \| Підприємства роздрібної торгівлі міста, за сферою діяльності \| \| Рік \| 2002 р. \| 2001 р. \| \| ------------------------------------------------------------ \| ------------------------------------------------------------ \| ------------------------------------------------------------ \| \| Продукти харчування \| 43,2% \| 43,9% \| \| Одяг та взуття \| 14,4% \| 12,9% \| \| Товари для дому \| 9,1% \| 9,1% \| \| Книги та періодичні видання \| 0,8% \| 0,8% \| \| Промислова хімічна продукція \| 10,6% \| 12,1% \| \| Продукція, пов'язана з транспортними засобами \| 6,1% \| 6,8% \| \| Інше \| 15,9% \| 14,4% \| \| Усього підприємств \| 132 \| 132 \| |         |         |
| Підприємства роздрібної торгівлі міста, за сферою діяльності |         |         |
| Рік | 2002 р. | 2001 р. |
| Продукти харчування | 43,2%   | 43,9%   |
| Одяг та взуття | 14,4%   | 12,9%   |
| Товари для дому | 9,1%    | 9,1%    |
| Книги та періодичні видання | 0,8%    | 0,8%    |
| Промислова хімічна продукція | 10,6%   | 12,1%   |
| Продукція, пов'язана з транспортними засобами | 6,1%    | 6,8%    |
| Інше | 15,9%   | 14,4%   |
| Усього підприємств | 132     | 132     |

#### Сфера послуг
| \| Підприємства міста, що працюють у сфері послуг, за діяльністю \| Підприємства міста, що працюють у сфері послуг, за діяльністю \| Підприємства міста, що працюють у сфері послуг, за діяльністю \| \| Рік \| 2002 р. \| 2001 р. \| \| ------------------------------------------------------------- \| ------------------------------------------------------------- \| ------------------------------------------------------------- \| \| Гуртова торгівля \| 9% \| 8,7% \| \| Готелі та готельний бізнес \| 25,4% \| 26,1% \| \| Транспорт та зв'язок \| 13% \| 13% \| \| Посередницькі фінансові послуги \| 4% \| 3,8% \| \| Послуги підприємствам \| 3,4% \| 3,3% \| \| Послуги фізичним особам \| 35% \| 33,7% \| \| Нерухомість та ін. \| 10,2% \| 11,4% \| \| Усього підприємств \| 177 \| 184 \| |         |         |
| Підприємства міста, що працюють у сфері послуг, за діяльністю |         |         |
| Рік | 2002 р. | 2001 р. |
| Гуртова торгівля | 9%      | 8,7%    |
| Готелі та готельний бізнес | 25,4%   | 26,1%   |
| Транспорт та зв'язок | 13%     | 13%     |
| Посередницькі фінансові послуги | 4%      | 3,8%    |
| Послуги підприємствам | 3,4%    | 3,3%    |
| Послуги фізичним особам | 35%     | 33,7%   |
| Нерухомість та ін. | 10,2%   | 11,4%   |
| Усього підприємств | 177     | 184     |

## Житловий фонд
У 2001 р. 10,7% усіх родин (домогосподарств) мали житло метражем до 59 м2, 32,1% - від 60 до 89 м2, 41,7% - від 90 до 119 м2 і
15,5% - понад 120 м2.

З усіх будівель у 2001 р. 59,5% було одноповерховими, 24,6% - двоповерховими, 10,3
% - триповерховими, 4,7% - чотириповерховими, 0,8% - п'ятиповерховими, 0,1% - шестиповерховими,
0% - семиповерховими, 0% - з вісьмома та більше поверхами.

## Автопарк
| \| Автомобілі, зареєстровані у місті, за призначенням \| Автомобілі, зареєстровані у місті, за призначенням \| Автомобілі, зареєстровані у місті, за призначенням \| \| Рік \| 2006 р. \| 2005 р. \| \| -------------------------------------------------- \| -------------------------------------------------- \| -------------------------------------------------- \| \| Приватні автомобілі \| 71,4% \| 72,5% \| \| Мотоцикли \| 6,9% \| 6,4% \| \| Вантажівки \| 17,2% \| 16,8% \| \| Трактори \| 0,5% \| 0,5% \| \| Автобуси та ін. \| 4% \| 3,8% \| \| Усього автомобілів \| 4.855 шт. \| 4.781 шт. \| |           |           |
| Автомобілі, зареєстровані у місті, за призначенням |           |           |
| Рік | 2006 р.   | 2005 р.   |
| Приватні автомобілі | 71,4%     | 72,5%     |
| Мотоцикли | 6,9%      | 6,4%      |
| Вантажівки | 17,2%     | 16,8%     |
| Трактори | 0,5%      | 0,5%      |
| Автобуси та ін. | 4%        | 3,8%      |
| Усього автомобілів | 4.855 шт. | 4.781 шт. |

## Вживання каталанської мови
У 2001 р. каталанську мову у місті розуміли 96,7% усього населення (у 1996 р. - 97,3%), вміли говорити нею 83,5% (у 1996 р. - 
82,5%), вміли читати 81,8% (у 1996 р. - 78,8%), вміли писати 57
% (у 1996 р. - 50,7%). Не розуміли каталанської мови 3,3%.

## Політичні уподобання
У виборах до Парламенту Каталонії у 2006 р. взяло участь 3.496 осіб (у 2003 р. - 3.972 особи). Голоси за політичні сили розподілилися таким чином:
| \| Вибори до Парламенту Каталонії \| Вибори до Парламенту Каталонії \| Вибори до Парламенту Каталонії \| \| Рік \| 2006 р. \| 2003 р. \| \| -------------------------------------- \| ------------------------------ \| ------------------------------ \| \| Конвергенція та Єднання (CiU) \| 36,9% \| 36,5% \| \| Соціалістична партія Каталонії (PSC) \| 28,3% \| 30,4% \| \| Народна партія (PP) \| 5,3% \| 5,4% \| \| Ініціатива за зелену Каталонію (IC) \| 10,2% \| 6,3% \| \| Республіканська лівиця Каталонії (ERC) \| 17% \| 20,6% \| \| Громадянська партія (C's) \| 0,6% \| 0% \| \| Інші \| 1,6% \| 0,7% \| |         |         |
| Вибори до Парламенту Каталонії |         |         |
| Рік | 2006 р. | 2003 р. |
| Конвергенція та Єднання (CiU) | 36,9%   | 36,5%   |
| Соціалістична партія Каталонії (PSC) | 28,3%   | 30,4%   |
| Народна партія (PP) | 5,3%    | 5,4%    |
| Ініціатива за зелену Каталонію (IC) | 10,2%   | 6,3%    |
| Республіканська лівиця Каталонії (ERC) | 17%     | 20,6%   |
| Громадянська партія (C's) | 0,6%    | 0%      |
| Інші | 1,6%    | 0,7%    |

У муніципальних виборах у 2007 р. взяло участь 3.890 осіб (у 2003 р. - 4.088 осіб). Голоси за політичні сили розподілилися таким чином:
| \| Муніципальні вибори \| Муніципальні вибори \| Муніципальні вибори \| \| Рік \| 2007 р. \| 2003 р. \| \| -------------------------------------- \| ------------------- \| ------------------- \| \| Конвергенція та Єднання (CiU) \| 40,8% \| 41,1% \| \| Соціалістична партія Каталонії (PSC) \| 10,2% \| 12,5% \| \| Народна партія (PP) \| 1,8% \| 0% \| \| Ініціатива за зелену Каталонію (IC) \| 7,3% \| 5,1% \| \| Республіканська лівиця Каталонії (ERC) \| 30,8% \| 27,6% \| \| Громадянська партія (C's) \| 0% \| 0% \| \| Інші \| 9,2% \| 13,8% \| |         |         |
| Муніципальні вибори |         |         |
| Рік | 2007 р. | 2003 р. |
| Конвергенція та Єднання (CiU) | 40,8%   | 41,1%   |
| Соціалістична партія Каталонії (PSC) | 10,2%   | 12,5%   |
| Народна партія (PP) | 1,8%    | 0%      |
| Ініціатива за зелену Каталонію (IC) | 7,3%    | 5,1%    |
| Республіканська лівиця Каталонії (ERC) | 30,8%   | 27,6%   |
| Громадянська партія (C's) | 0%      | 0%      |
| Інші | 9,2%    | 13,8%   |